# Anton Hanak
Anton Hanak (22. března 1875 Brno – 7. ledna 1934 Vídeň) byl rakouský sochař moravského původu.

## Život
Narodil se v Brně, roku 1889 odešel do Vídně, kde od roku 1898 navštěvoval večerní sochařské kurzy na Uměleckoprůmyslové škole u profesorů Camilla Sitteho a Antona Brenka. Hodně cestoval po střední Evropě. Roku 1898 začal studovat sochařství na Akademii výtvarných umění u profesora Edmunda Hellmera. V roce 1904 uskutečnil stipendijní studijní pobyt v Itálii. Roku 1906 se stal členem vídeňského spolku Secese (Secession). V témže roce začíná tvořit první zakázky pro rodinu Primavesi. Spolupracoval s malířem Gustavem Klimtem a architektem Josefem Hoffmannem. Navrhoval nábytek a užitné předměty, vyráběné v uměleckořemeslných dílnách Wiener Werkstätte. V roce 1913 se stává profesorem sochařství na Uměleckoprůmyslové škole ve Vídni. V roce 1932 jmenován profesorem sochařství na vídeňské Akademii výtvarných umění. V roce 1934 umírá na následky selhání srdce. Je pohřben v čestném hrobě na hřbitově ve vídeňské čtvrti Hietzing.

## Dílo (výběr)

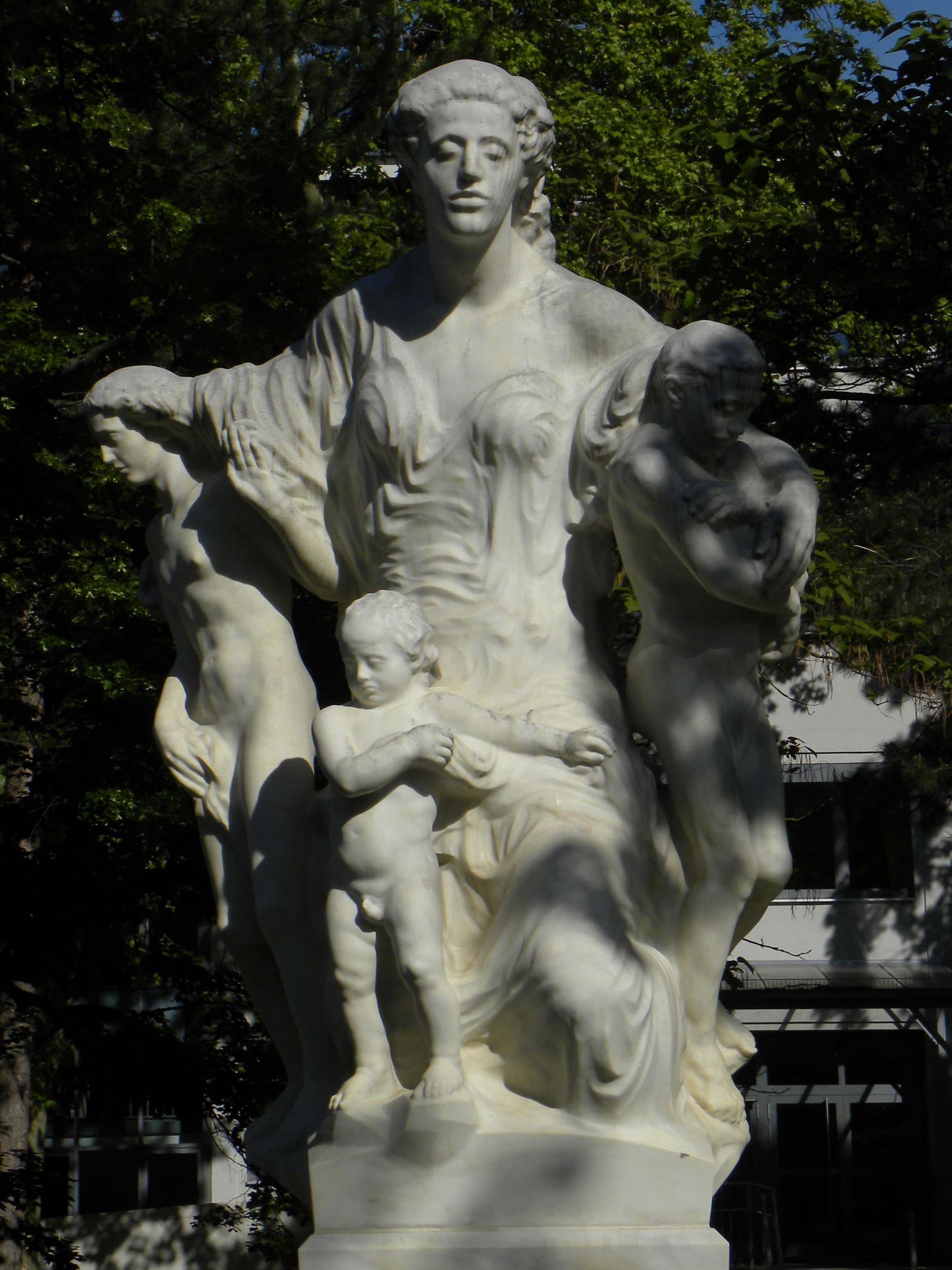
Anton Hanak: Magna Mater-Brunnen (1925), Wien 23, hřbitov

Dílo Antona Hanaka se nachází ve sbírkách Muzea umění Olomouc, Muzea Prostějovska v Prostějově, Slezského zemského muzea v Opavě a Národní galerie v Praze. Hanakovo Muzeum se nachází v Langenzersdorfu u Vídně.
- 1902: Na pokraji zoufalství – ve sbírkách Muzea Prostějovska
- 1904: Ukládání do hrobu – ve sbírkách Muzea Prostějovska, za tuto plastiku získal stipendium pro studijní pobyt v Itálii
- 1905: Jeptiška/Otčenáš – ve sbírkách Muzea Prostějovska
- od r. 1906: návrhy výtvarných doplňků interiérů sídel rodin Primavesi a Skywa (Vila Primavesi v Olomouci, Venkovský dům Primavesi v Koutech nad Desnou, Vila Primavesi-Skywa ve Vídni)
- 1907: Živá voda – sochařská výzdoba nástěnné kašny ve Vile Primavesi, později použito pro hrob rodiny Ottahalů na Ústředním hřbitově v Olomouci.
- 1908: Návrh Schillerovy kašny pro Schillerův park (Bezručovy sady) v Olomouci – nerealizováno.
- 1909: Věčnost – sochařská výzdoba hrobky rodiny Primavesi na Ústředním hřbitově v Olomouci.
- 1912: Dítě nad všedním dnem – původně součást kašny na zahradě Vily Primavesi v Olomouci, vystaveno ve stálé expozici Muzea umění Olomouc.
- 1925: Válečný památník – Ústřední hřbitov ve Vídni
- 1966: Památník důvěry v Ankaře, dokončen posmrtně v roce 1936. Architektem památníku je Clemens Holzmeister.

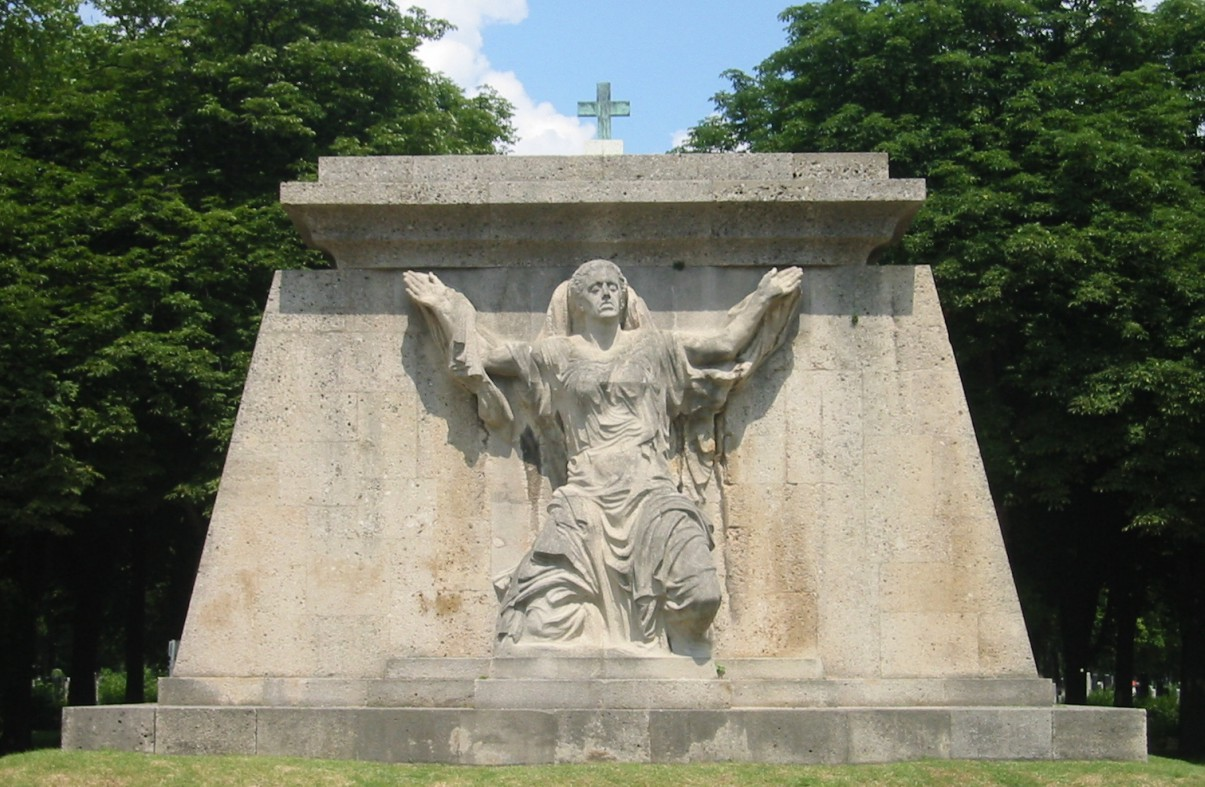
Válečný památník na Ústředním hřbitově ve Vídni (1925)
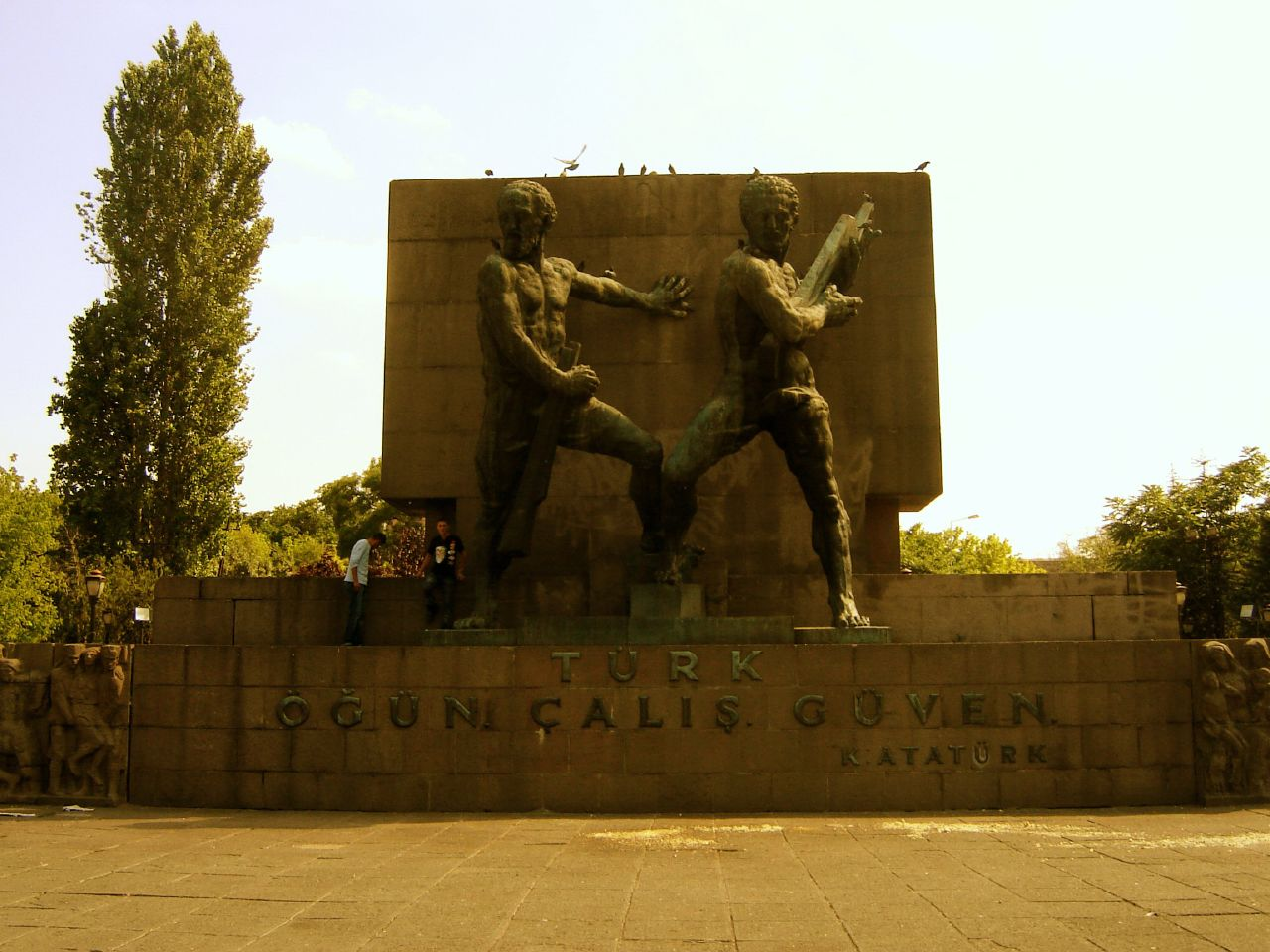
Památník důvěry v Ankaře (1936)
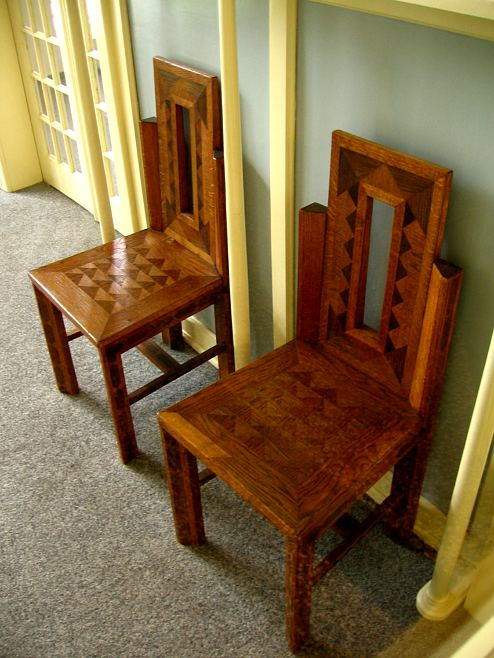
Židle podle Hanakova návrhu z Vily Primavesi v Olomouci
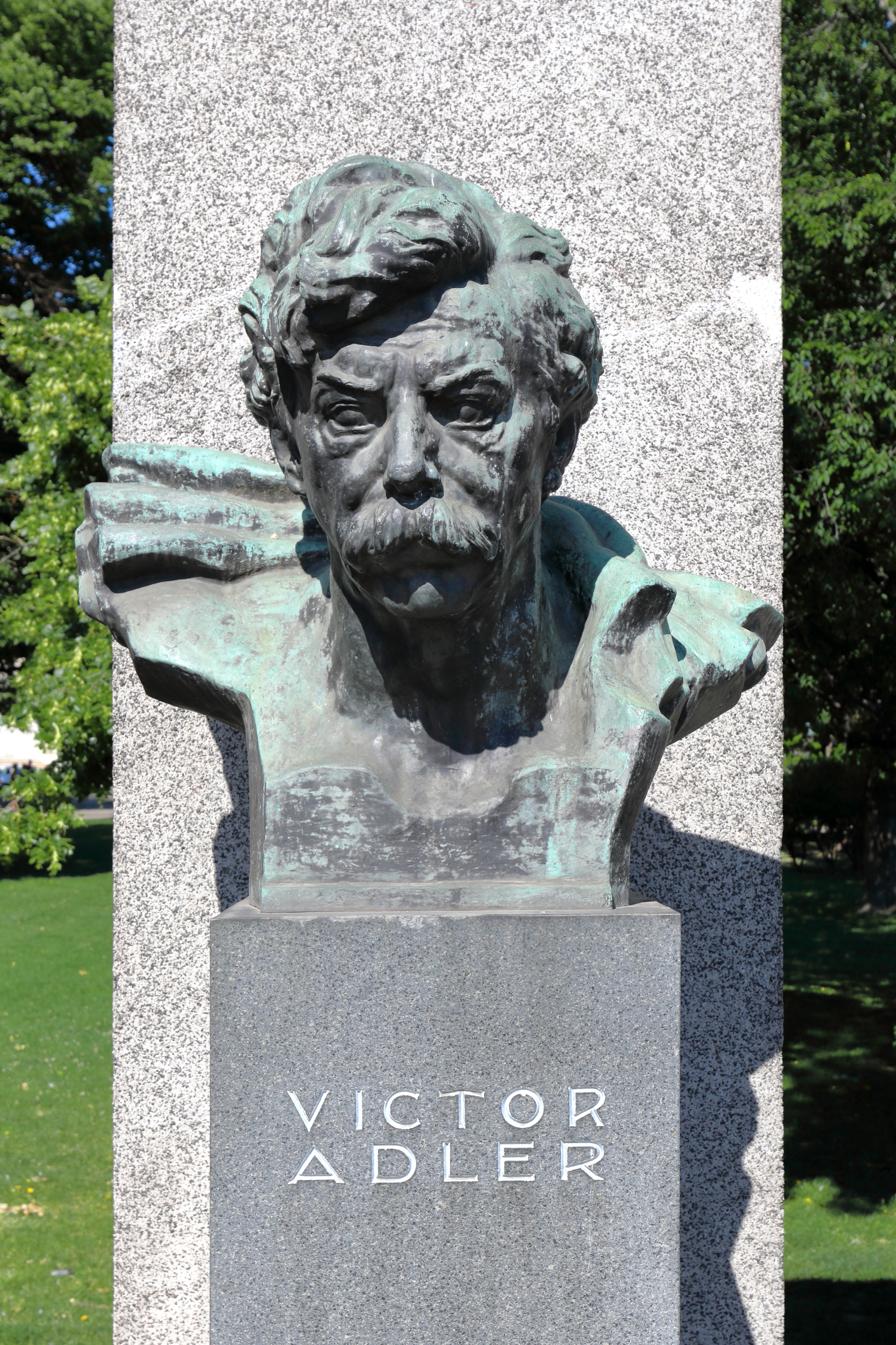
Victor Adler, Vídeň